# 霧谷伯爵家の六姉妹
『霧谷伯爵家の六姉妹』（きりやはくしゃくけのろくしまい）は、2010年5月28日にアトリエかぐや TEAM HEARTBEATから発売された18禁インモラルアドベンチャーゲームである。

## ストーリー
昭和初期、元雑誌記者の時津大輔はある日、新華族で有名な霧谷家へ呼び出される。そして「選ばれた」という理由で霧谷家の女たちを抱き、子を成したら霧谷家の財産と跡を継いでもらうという理由で滞在を余儀なくされた大輔は、滞在中に毎夜女たちを抱きながら失われた過去の記憶を思い出し、霧谷家の「闇」と「血統」を目の当たりにしていく。

## 登場人物

### 主人公
時津 大輔（ときつ だいすけ）
声 - 舌純（OVA）
幼少時に両親を亡くした天涯孤独の身。俗物雑誌の記者として働いていたが、会社の倒産による失業に加え、当時の恋人だった美津子に職務を知られて一方的に振られて逃げられた。次の職を探そうと途方に暮れていたところ、他界しているはずの霧谷藤乃からの「書生を求む」という内容の手紙を頼りに霧谷邸を訪れ、「選ばれた」という理由で霧谷家の女たちを抱き、子を成したら財産と跡を継がせるという理由で霧谷邸に滞在することとなる。
過去の記憶を失っているが、霧谷邸に滞在しているうちに、過去に霧谷邸を訪れたことをはじめ、様々なことを思い出すようになる。

### メインヒロイン
霧谷 紅（きりや くれない）
声 - 春日アン
霧谷家五女。明るく活発な性格で、霧谷家のことを誰よりも誇りに思っている。華族たるものと令嬢らしく振る舞おうとしているが、時々お転婆な所もある。菫とは仲が良く、彼女を毒島から守ろうと一緒に居ることが多いが、自身も使用人であるネズミに目を付けられている。
霧谷 菫（きりや すみれ）
声 - 神崎ちひろ
霧谷家六女。あどけなさの残る少女で、大人しい性格で人見知りが激しい上に引っ込み思案なため。紅と一緒に居ることが多いが、大輔にだけはすぐに懐き、実の兄のように慕うようになる。生前の藤乃に懐いていたため、彼女の死に姉妹の中で最もショックを受けており、精神的に不安定になることがある。貧乳であることを非常に気にしており、「自分には姉たちのような魅力は無い」と思い込んでいる。「夜伽」も義務感から参加しているために積極的ではなく、競争心も薄い。毒島に目を付けられている。
霧谷 撫子（きりや なでしこ）
声 - 猫井さくら
霧谷家長女。厳格な澄美とは対照的に家庭的な性格で、妹たちからも母親のように慕われており、時には澄美と妹たちの間へ仲裁に入ることもある。大輔のことを一目で気に入り、子作りにも積極的だが、長姉として育った影響と性格ゆえか大輔のことを弟のように扱ってしまう。
霧谷 藍（きりや あい）
声 - 萌木唯
霧谷家三女。物静かな性格に加えて不気味なまでに無表情で、普段から何を考えているのか分からない女性。そのさまは「静謐」という言葉が見事に見合うほど。今回の「夜伽」もただ澄美に命じられて参加しているに過ぎないが、牡丹だけには心を開いており、牡丹との会話の時だけは明るい性格になる。

### 霧谷家関係者
霧谷 牡丹（きりや ぼたん）
声 - 葛籠アオイ、リョウ（OVA）
霧谷家次女。海外留学中の大学生であるが、偶然にも長期休校のために帰国し、霧谷邸へ帰郷した。そういった理由から今回の「夜伽」の件は対象外となっている。本人自身、性的にオープンで、自由奔放かつ享楽的な性格をしており、家督相続を嫌がったこともあって当主の座は始めから放棄している。それゆえ、故人である藤乃を除き六姉妹で唯一攻略対象ではない。
霧谷 藤乃（きりや ふじの）
声 - 岩泉まい
霧谷家の四女。故人で10年前に病で他界しているが、大輔に霧谷邸に来るよう手紙を送った。幼少のころから芸術の才能を開花させ、その才は現在の芸術界でも高い評価を得ている。大輔の記憶の中で時々現れる。
その死には大輔の記憶欠落と相まって不可解な部分が多く、ルートによって死の経緯が変わってくる。
霧谷 澄美（きりや すみ）
声 - ももぞの薫
霧谷隆臣伯爵の妻で、身体が不自由になった夫に代わって霧谷家を取り仕切っている実質上の当主。霧谷家を守るためには手段を選ばず、時として実娘を道具として使うことも厭わない、冷徹で厳しい一面がある。
霧谷 隆臣（きりや たかおみ）
声 - 広末涼
新華族である霧谷家の現当主。爵位は伯爵。大病を患ったことで身体が不自由になってしまい、当主の座を澄美に譲って隠居生活をしている。普段から仮面で素顔を隠し、車椅子に乗って移動する。
夜久（やく）
声 - 広末涼
霧谷家執事。普段は隆臣を世話している。時折、澄美の命令で動いていることもある。
嵯峨根 綾（さがね あや）
声 - 悠
霧谷家のメイド長。姉妹たちの教育係も担当している。澄美の命令には忠実で、時には夜久と行動することもある。年齢は澄美と同じ。
大輔を手刀突きで一撃のもとに絶命させるほどの人間離れした力を持っている。霧谷家の分家筋の者だが、生き残りは彼女しかいない。
叶内 良子（かのうち りょうこ）
声 - 紫苑みやび
霧谷邸に入ったばかりの新人メイド。地元出身で、かつては祖父も霧谷邸で働いていた。幼少のころは霧谷邸へことある毎に遊びに行っており、その縁もあって霧谷邸で主に大輔の世話係として働いている。大人し目な所もあるため、毒島に目をかけられている。
ネズミ
霧谷家使用人の男性。本名不明。不気味と言う言葉では片付けられないまでに陰気な猫背の小男で、目上の者にはとことんへりくだる一方、弱い者をとことんいたぶって悦に浸る二面性を持つ、陰湿を極めた卑劣漢。主に霧谷家の庭に番犬として放している大型犬たちの世話役をしており、その番犬を意のままに操れる。後継者に選ばれた大輔を快く思っていないばかりか、邪魔者として見下している。紅を好気の目で見ており、彼女を大輔から奪おうと画策している。
ゴン
声 - 舌純（OVA）
霧谷家使用人。大柄で筋肉質な体格を持つ聾唖者。簡単な言葉しか喋ることができない。主に力仕事を担当しており、時々ネズミにムチで叩かれているが、本人は全く動じない。天涯孤独の身だったところを撫子に保護された経緯があるため、霧谷家への忠誠は厚く、霧谷家の者の命には絶対服従している。ゴンの名はあだ名のようなもので実は本名があり、撫子ルートを進むことで正体と共に明かされる。

### その他の人物
リュドミラ＝ミハイロヴナ＝グラゾフスカヤ
声 - 紫苑みやび
露西亜外交官の女性。親睦のある霧谷家に滞在している。本名が長いのと言いにくいのを理由に、フルネームで名乗ることを面倒臭がっており、「リューダ」と略称している。その豊満な容姿で時折大輔を誘うこともある。時折敷地内をうろつく姿が見かけられ、謎の多い女性。
鷲塚 國広（わしづか くにひろ）
声 - 広末涼
国内でも有名な大富豪の男性。その実態は紡績・鉄工の分野で一代で財を築いた成金。現在は息子に家督を譲ってこそいるが、政財界や華族界への進出を目論む野心家であり、時折霧谷邸を訪れる。禿頭にかなりの肥満体をしている。実は撫子に惚れており、霧谷邸を訪れるのは彼女に会うためでもある。
毒島 研児（ぶすじま けんじ）
霧谷家の遠縁にあたる男。チンピラ同然の容貌にぶっきらぼうな性格で、居候同然に霧谷邸に住み着いている。
かつては建築会社を経営して羽振りも良かったが、同時に会社の身代を食いつぶしていたため、澄美からの相談もあって会社を畳んで霧谷邸を訪れた経緯を持つ。それ以来ずっと霧谷家に世話になっている能無しの穀潰し中年。
後継者に選ばれた大輔を妬み、邪魔者扱いする。姉妹たちに好色な目を向け、大人しめの女性を好むことから六女の菫を特に気に入って好気の目で見ており、自分のものにしようと目論んでいる。
兼光 藤五郎（かねみつ とうごろう）
日本陸軍技術総監部少佐。寡黙な性格の持ち主で、時折霧谷邸を訪れる。館の中ではいつも一人で行動している。
美津子（みつこ）
大輔が雑誌記者の時に交際していた恋人だったが、雑誌社の倒産と大輔が好色記事を書いていたことを知って愛想を尽かす。そして故郷である田舎でのお見合いを決意し、大輔に一方的な別れを告げて逃げ帰った。
登場は本編冒頭のみ。

## スタッフ
- 原画 - M&M
- シナリオ：神無月ニトロ、ひらいでらく、laimonZ、泉教、七央結日

## 小説
パラダイムノベルスより発売。著者：布施はるか。挿絵：M&M。
- 霧谷伯爵家の六姉妹（上） - ISBN 978-4-89490-972-4
- 霧谷伯爵家の六姉妹（下） - ISBN 978-4-89490-976-2

## OVA
ピンクパイナップルよりDVDで発売。18禁。
- 第1話「霧の華族」- 2011年12月22日
- 第2話「闇の家族」- 2012年3月30日